# Krajowa Rada Diagnostów Laboratoryjnych
Krajowa Rada Diagnostów Laboratoryjnych (KRDL) – organ samorządowy powołany ustawą z dnia 27 lipca 2001 r. o diagnostyce laboratoryjnej, a od 2022 r. działający w oparciu o ustawę z dnia 15 września 2022 r. o medycynie laboratoryjnej, który obok Krajowej Izby Diagnostów Laboratoryjnych zajmuje się organizacją i porządkowaniem diagnostyki laboratoryjnej w Polsce. Rada kieruje, w zakresie swoich zadań, działalnością samorządu diagnostów laboratoryjnych w okresach między Zjazdami.
Działania KRDL obejmują:
1. dbanie o przestrzeganie obowiązującego prawa w zakresie diagnostyki laboratoryjnej[potrzebny przypis],
2. prowadzenie ewidencji laboratoriów diagnostycznych, wykonujących badania dla celów medycznych i wykorzystujących ludzki materiał biologiczny[potrzebny przypis],
3. dbanie o rozwój naukowy i technologiczny diagnostyki laboratoryjnej, dla dobra pacjenta[potrzebny przypis],
4. przeprowadzenie czynności związanych ze zwołaniem Zjazdu, w tym zwołanie wojewódzkich (rejonowych) zgromadzeń wyborczych i opracowanie projektów: regulaminu działania Zjazdu, porządku obrad i uchwał[potrzebny przypis],
5. zwołanie Zjazdu i Nadzwyczajnego Zjazdu Diagnostów Laboratoryjnych wykonywanie jego uchwał,
6. reprezentowanie samorządu wobec organów państwowych i samorządowych, sądów, instytucji naukowych, organizacji gospodarczych i społecznych oraz międzynarodowych organizacji zawodowych,
7. opracowywanie planów pracy i rocznych planów finansowych Izby oraz sprawozdań z ich wykonania,
8. zarządzanie majątkiem i funduszami Izby,
9. powoływanie stałych i okresowych komisji doradczych i zespołów problemowych oraz nadzorowanie ich działalności,
10. opiniowanie projektów ustaw i rozporządzeń dotyczących diagnostyki laboratoryjnej oraz przedstawianie wniosków w tym zakresie,
11. opiniowanie projektów ustaw i rozporządzeń oraz przedstawianie wniosków dotyczących unormowań prawnych z zakresu ochrony zdrowia,
12. opiniowanie programu studiów wyższych i studiów podyplomowych z zakresu diagnostyki laboratoryjnej,
13. wysuwanie kandydatów na członków Państwowej Komisji Egzaminacyjnej do spraw Diagnostyki Laboratoryjnej,
14. wybór Prezesa Krajowej Rady oraz Rzecznika dyscyplinarnego, jeżeli ich mandat wygasł w okresie pomiędzy Krajowymi Zjazdami,
15. wybór przewodniczącego Zespołu Wizytatorów, jego zastępcy i członków,
16. uchwalanie regulaminów: działalności samorządu i jego organów, zakresu i zasad działania wizytatorów, składania egzaminu na diagnostę laboratoryjnego,
17. prowadzenia list diagnostów laboratoryjnych,
18. prowadzenia Ewidencji.
19. podejmowanie uchwał w sprawach wpisu na listę diagnostów laboratoryjnych i skreślania z niej,
20. podejmowanie innych uchwał, które Rada uzna za celowe dla właściwego funkcjonowania Izby i działalności zawodowej diagnostów laboratoryjnych,
21. określanie wysokości składki członkowskiej i zasad jej podziału oraz wysokości opłat związanych z decyzją w sprawie wpisu na listę diagnostów laboratoryjnych oraz opłat manipulacyjnych,
22. wykonywanie innych zadań określonych w ustawie oraz przepisach odrębnych,
23. określanie zasad stałego podnoszenia kwalifikacji przez diagnostów laboratoryjnych.

KRDL powołuje:
1. Prezydium z Krajowej Rady Diagnostów Laboratoryjnych z prezesem i wiceprezesami, sekretarzem i skarbnikiem,
2. Członków KRDL,
3. Komisję rewizyjną,
4. Sąd Dyscyplinarny,
5. Wyższy Sąd Dyscyplinarny,
6. Rzecznika Dyscyplinarnego,
7. Przedstawicieli KRDL na poszczególne województwa,
8. Wizytatorów[4].